# Мануель Хоркера
Мануе́ль Хорке́ра (ісп. Manuel Jorquera; нар. 12 червня 1978) — колишній аргентинський тенісист.
Найвищу одиночну позицію світового рейтингу — 305 місце досяг 26 листопада 2007, парну — 136 місце — 21 червня 2004 року.

## Титули на челленджерах

### Парний розряд: (2)
| Ранг | Рік  | Турнір           | Покриття | Партнер         | Суперники                  | Рахунок            |
| ---- | ---- | ---------------- | -------- | --------------- | -------------------------- | ------------------ |
| 1.   | 2003 | Реканаті, Італія | Тверде   | Франк Мозер     | Родольф Кадар Дуді Села    | 6–4, 7–5           |
| 2.   | 2005 | Рим, Італія      | Ґрунт    | Дмитро Турсунов | Віктор Йоніце Резван Сабиу | 1–6, 7–6(7–4), 6–4 |